# Селютин, Ким Фёдорович
Ким Фёдорович Селютин (26 ноября 1925 — 22 июля 1985) — слесарь-лекальщик Таганрогского комбайнового завода. Герой Социалистического Труда (1966), награждён орденом Октябрьской Революции (1977), медалью «За доблестный труд. В ознаменование 100-летия со дня рождения Владимира Ильича Ленина» (1970). Делегат XXIV съезда КПСС (1971).

## Биография
Родился Ким Фёдорович 26 ноября 1925 года в селе Купино (ныне город Новосибирской области). Ким Селютин с детства любил рисовать, в таганрогском Дворце пионеров посещал изостудию. В начале Великой Отечественной войны (в августе 1941 года) в возрасте шестнадцати лет Ким Селютин работал учеником слесаря-лекальщика в инструментальном цехе на Таганрогском инструментальном заводе, вместе с которым эвакуировался в ноябре 1941 года в Новосибирск. Затем Ким Фёдорович вернулся в Таганрог и продолжал работать слесарем-лекальщиком в инструментальном цехе. Ким Фёдорович был лучшим на заводе слесарем-лекальщиком, он выполнил задания семилетки на два года раньше, у него было более 500 различного рода новинок и рационализаторских разработок и за успехи в выполнении семилетнего плана был удостоен в 1966 году звания Героя Социалистического Труда с вручением ордена Ленина и золотой медали «Серп и Молот».
На заводе Селютин руководил одной из первых бригад творческого содружества, это были рабочие разных профессий, техники, инженеры. Со своей бригадой Селютин участвовал в Ростове-на-Дону на областной выставке рационализаторов, в Москве был участником Выставки достижений народного хозяйства, где  Ким Фёдорович демонстрировал свои приспособления для изготовления штампов и измерительные инструменты и был награждён бронзовой медалью.
Ким Фёдорович Селютин — делегат XXIV съезда КПСС, депутат городского Совета, член завкома профсоюза, председатель общественного отдела кадров завода, член областного совета наставников, вёл телепередачи о рабочей чести и гордости по центральному телевидению, выступал в печати, имеет звания «Лучший наставник Дона», «Лучший рабкор Дона».
Умер 22 июля 1985 года в Таганроге Ростовской области, похоронен на Аллее Славы на Новом кладбище Таганрога.

## Награды
- Герой Социалистического Труда (1966);
- Орден Ленина (1966);
- Орден Октябрьской Революции (1977);
- Медаль «В ознаменование 100-летия со дня рождения Владимира Ильича Ленина» (1970);
- Бронзовая медаль ВДНХ.